# Bătălia de la Velbužd
Bătălia de la Velbužd (în bulgară Bitka pri Velbazhd, în sârbă Bitka na Velbuždu) a fost o bătălie care a avut loc între armatele sârbe și bulgare la 28 iulie 1330, lângă orașul Velbužd (actualul Kiustendil). 
Puterea crescândă a Serbiei la finele secolului al XIII-lea a devenit o amenințare pentru puterile tradiționale ale regiunii Balcanilor, Bulgaria și Imperiul Bizantin. Acestea s-au aliat împotriva Regatului Sârb căzând de acord asupra unor acțiuni militare concertate în 1327. Trei ani mai târziu cea mai mare parte a forțelor sârbe și bulgare se ciocneau la Velbužd, sârbii beneficiind de elementul surprizei. Astfel, prin victoria regatului sârb, echilibrul puterii în Balcani era schimbat pentru două decenii. Bulgarii, practic nu au pierdut teritorii după bătălie, dar s-au regăsit incapabili de a opri expansiunea sârbă spre Macedonia populată la vremea respectivă mai ales de bulgari. Serbia reușea astfel să cucerească Macedonia dar și o parte din Thessalia și Epir, atingând astfel apogeul întinderii sale teritoriale. Regele Ștefan Dușan a fost încoronat împărat (în mod paradoxal cu sprijin bulgar) în 1346. 
La moartea lui Dușan însă, în 1355, Imperiul Sârb s-a dezintegrat, ca și Bulgaria de altfel la moartea lui Ivan Alexandru în 1371, ambele state fiind ulterior cucerite și desființate de Imperiul Otoman.

## Originile conflictului
În timpul domniei lungi dar lipsită de succese a împăratului Constantin Tikh Asen (1257-1277) Imperiul Bulgar a pierdut în favoarea bizantinilor aproape toate posesiunile în Macedonia de nord, inclusiv Skopje, feuda inițială a împăratului. Dar ambele imperii s-au văzut confruntate cu un nou concurent: începând cu 1280 sârbii au început să își extindă regatul spre sud și spre Macedonia de nord.
În timpul războiului intern purtat în Imperiul Bizantin (1320-1328) de către bătrânul împărat Andronic al II-lea Paleologul și ambițiosul său nepot Andronic al III-lea, regele sârb Ștefan Uroš al III-lea (cunoscut și ca Ștefan Dečanski) a reprezentat un suport activ pentru vârstnicul bazileul. Această poziție i-a adus în stăpânire câteva fortificații minore în Macedonia. După victoria decisiva a lui Andronic al III-lea din 1328, însă, Serbia și Bizanțul au intrat într-o perioadă de relații tensionate. Pe de altă parte, Împăratul Bulgariei Mihail Șișman (Mihail Asen al III-lea) își susținuse cumnatul - pe Andronic al III-lea. În plus, în 1324, Mihail divorțase și își repudiase prima soție, nimeni alta decât sora regelui sârb, Ana Neda, pentru a se putea căsătorii cu prințesa bizantină Theodora. În acea vreme sârbii cucerisă câteva orașe importante ca Prosek și Prilep ajungând chiar să asedieze Ohridul (1329).
Cele două Imperii aveau deci motive serioase de îngrijorare în privința puterii crescânde a Regatului Sârb și la 13 mai 1327 au căzut de acord asupra unui tratat de pace orientat clar împotriva sârbilor. După o altă întâlnire cu Andronic al III-lea în 1329, în cursul căruia s-a luat decizia unei operațiuni comune, împăratul bulgar s-a pregătit pentru o invazie a Serbiei. Mihail voia să recucerească regiuni ocupate de sârbi în nord-vestul și sud-vestul Bulgariei. Planul prevedea o eliminare a statului sârb și partajarea teritoriilor între bulgari și bizantini. Conform cronicilor sârbe Mihail al III-lea ar fi cerut regelui sârb supunere imediată amenințând că "își va instala tronul în mijlocul țării sârbilor".

## Pregătirile
Ambele părți au făcut pregătiri minuțioase.  Mihail și-a chemat în ajutor aliatul, pe Basarab I domnul Țării românești, care i-a trimis un corp semnificativ, precum și detașamente de oseți și tătari, un total de 3,000 de oameni. Armata lui Mihai era estimată de contemporani la 12,000 de oameni. Ștefan Uroš și-a întărit oastea suplimentând lefegiii spanioli și germani (circa 1,000 de soldați din fiecare), luptători experimentați care ofereau sârbilor un corp de elită. Totalul armatei regelui sârb se ridica la o cifră comparabilă cu cea a armatei bulgare (circa 15,000).

## Manevrele de dinaintea bătăliei
Conform planului bulgarii trebuiau să înainteze dinspre est și bizantinii dinspre sud.  pentru ca apoi să își unească forțele undeva în nordul Macedoniei de astăzi, dar coordonarea celor două forțe a fost slabă. In iulie 1330 Andronic al III-lea a invadat Macedonia dar după ce a cucerit Prilep-ul și câteva cetăți minore și-a oprit înaintarea și a ales să aștepte rezultatul bătăliei decisive între bulgari și sârbi. De partea cealaltă, obiectivul regelui Ștefan era să prevină joncțiunea bizantinilor și bulgarilor și să-i învingă în bătălii separate. Temându-se de un atac pe valea Moravei, pe drumul spre Niș, Ștefan și-a adunat armata pe câmpul de la Dobrič la confluența râurilor Toplica și Morava. 

### Manevrele armatei bulgare

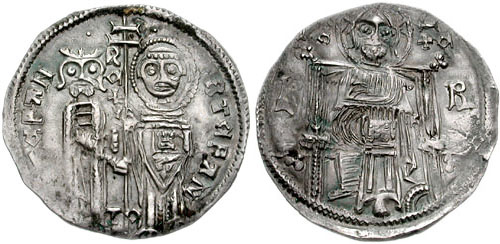
A coin of Stefan Decanski

La 19 iulie armata Bulgară condusă de însuși Împăratul a părăsit capitala Târnovo, a mărșăluit prin pasul Iskar și Sofia și a intrat în părțile nordice ale văii râului Struma. De acolo a continuat spre Zemen și și-a stabilit tabăra în satul Șișkovți. A doua zi, armata a ajuns la puternica cetate de graniță de lângă satul Izvor. De acolo s-a despărțit în două grupuri. Corpul principal comandat de împăratul Mihail a luat-o pe la nordul muntelui Konyavska (de-a lungul graniței bulgaro-bizantine) trecând prin pasul Zemen. O forță mai redusă care includea unitățile auxiliare a ales o rută mai ușoară dar mai lungă pentru a trece munții și a ajuns între satele Konyavo și Dvoriște.
Alte forțe bulgare comandate de fratele împăratului, Belaur, au pornit din Vidin dar nu au luat parte la confruntare, ceea ce constituie una din cauzele principale ale înfrângerii ce a urmat. După unii istorici aceste forțe au rămas în rezervă lângă cetatea de la Izvor, după alții pur și simplu au ajuns prea târziu la locul confruntării.

### Manevrele armatei sârbe
Din tabăra sa, așezată între Toplica și Morava, Ștefan Decanski se aștepta la un atac de la Vidin, la nord-est. Scopul său era încetinirea pătrunderii bulgare pe teritoriu sârb. Dar, la aflarea veștii că Mihail se află în valea Strumei, regele a ordonat un marș spre sud, de-a lungul Moravei bulgare, apoi pe valea râului Pchinya, până în satul Staro Nagoricino unde s-a oprit să se roage la o mănăstire din apropiere. A continuat apoi până la Mănăstirea Ioakim Osogovski unde s-a rugat din nou înainte de a intra pe teritoriu bulgar lângă râul Kamenița în apropiere de Velbužd unde și-a așezat tabăra..

## Bătălia și rezultatele ei
Grosul celor două oști s-a așezat lângă Velbužd, ambii suverani așteptând întăriri. Astfel din 24 iulie au început negocieri care au dus la un armistițiu. După unii istorici ar fi avut loc în prealabil o ciocnire lângă satul Kopilovtsi în care sârbii au fost respinși. Problema majoră a bulgarilor era că proviziile nu ajunseseră și armata suferea din lipsă de hrană. Astfel soldații au început să caute provizii în satele din preajmă. Între timp prințul moștenitor Ștefan Dușan a ajuns în tabăra tatălui său cu întăriri importante, inclusiv mercenarii străini. Sârbii au rupt armistițiul și au atacat devreme în dimineața zilei de 28 iulie 1330 surprinzând armata bulgară. O unitate comandată de însuși regele Decanski a cucerit înălțimile Spasovița în timp ce alte trupe sârbe, incluzând 1000 de mercenari catalani în armuri grele, sub comanda lui Ștefan Dușan au pătruns pe valea râului Dragoviștița spre satul Șișcoviți. Principala confruntare a avut loc între sat și Spasovița pe locul așezării numite Bozhurița. Legenda locală spune că aceasta își ia numele de la floarea de ochiul boului - bozhur - ce a crescut udată de sângele soldaților căzuți.
Luat prin surprindere Mihail Șișman a încercat să își regrupeze trupele, dar era prea târziu, bulgarii se găseau în inferioritate numerică și erau copleșiți.  Bătălia s-a dovedit totuși sângeroasă, căci luptătorii lui Șișman s-au bătut vitejește. Pierderie au fost mari de ambele părți. Cronicile relatează că apele râului s-au înroșit. . În cele din urmă, sârbii victorioși au prădat tabăra bulgară. Împăratul însuși a fost grav rănit, calul i-a fost ucis sub el, și a căzut prizonier. A fost dus în tabăra sârbă unde a murit în urma rănilor în a patra zi de captivitate, pe 31 iulie. Teorii alternative sugerează că ar fi murit pe câmpul de bătălie sau că ar fi fost ucis din ordinul lui Ștefan Dușan. Trupul lui Mihail a fost adus în fața regelui Ștefan, fiind ulterior îngropat în mănăstirea de la Staro Nagoricino, (lângă Kumanovo). Pe locul unde regele sârb și-a petrecut noaptea în rugăciune înaintea bătăliei o biserică ce poate fi văzută și astăzi a fost zidită din porunca sa. 
La 30 iulie sârbii au avansat spre muntele Koniavska, dar au fost respinse de trupele conduse de fratele lui Mihail, Belaur și de Ivan Alexandru pe atunci guvernator de Lovech concentrate în jurul cetății de la Izvor. Astfel pericolul unei invazii sârbe în Bulgaria a fost evitat. Pacea a fost negociată lângă Izvor de regele Ștefan Decanski și Belaur. Bulgarii l-au acceptat ca suveran pe Ivan Ștefan, minor la vremea aceea, fiul împăratului Mihail și al Anei Neda, sora regelui sârb. Schimbările de graniță între cele doua state au rămas minore, în schimb sârbii au putut invada, nestingheriți de bulgari, Macedonia.

## Urmări
Informat de moartea aliatului său, Andronic a decis să renunțe la războiul cu Serbia și să profite de slăbiciunea momentană a bulgarilor. Dar în 1332 bulgarii i-au zdrobit pe bizantini în bătalia de la Rusokastro și au reocupat posesiuni importante în Tracia. 
Regele Ștefan a intrat în Macedonia și a recucerit orașele luate de bizantini la începutul campaniei. La sfârșitul războiului acesta s-a întors la locul ctitoriei sale, mănăstirea Visoki Dečani, magnific monument din regiunea Metohia, pe care l-a înzestrat cu mai multe sate înainte de sfârșitul anului.
La începutul anului 1331 tânărul Ștefan Dușan s-a răzvrătit împotriva tatălui său, posibil cu ocazia unei acțiuni împotriva bizantinilor. Spre deosebire de părintele său tânărul rege era agresiv și era sprijinit de nobilii care doreau să valorifice victoria de la Velbužd. După rebeliune în ianuarie - aprilie ale aceluiași an, nobilii bulgari l-au detronat pe Ivan Ștefan și l-au adus pe tron pe Ivan Alexandru (1331-1371) vărul împăratului mort Mihail. 
Pe termen mediu Velebužd a marcat începutul unei perioade de circa 20 de ani în care Serbia a ajuns cel mai puternic stat din sud-estul Europei. Războiul cu imperiul bizantin era deschis și Ștefan Dușan a cucerit de la urcarea sa pe tron numeroase posesiuni bizantine. Bulgaria și Serbia au rămas în relații cordiale și în 1346 Ștefan Dușan a fost încoronat împărat cu ajutorul lui Ivan Alexandru.